# 082II型猎扫雷舰
082II型猎扫雷舰（北约代号：Wozang）是中华人民共和国自主研制的新型猎扫雷舰，装备性能先进，自动化程度高，造价成本较低、运行维护简单、舰员编制精简，主要进行侦查雷阵、清扫雷障、开辟海上通道等使命任务，同时也可担负勘察海底、航道检测、巡逻警戒、护渔护航等辅助任务。082II型猎扫雷舰是中国人民解放军海军海上作战的主力战舰之一，其装备入列加强了解放军现代海上扫雷兵力、提高了解放军海上综合作战能力。
082II型猎扫雷舰除1艘母舰外，还包括3艘百吨遥控扫雷艇。母舰配备包括2台H/IJM-01型水下灭雷机器人等先进猎雷系统及灭雷设备，遥控扫雷艇配备多型扫雷具，在一定条件下可以猎灭和扫除各型水雷。